# Paweł z Kłobucka
Paweł z Kłobucka (zm. po 15 czerwca 1469) – profesor i rektor Akademii Krakowskiej.

## Życiorys
Pochodził z miasta królewskiego Kłobuck w powiecie lelowskim, w województwie krakowskim. Na Akademię Krakowską zapisał się w 1419, bakałarzem sztuk wyzwolonych został w 1423, a mistrzem w 1430. W kolejnych latach prowadził wykłady na Wydziale Sztuk Wyzwolonych. W 1442 był dziekanem Wydziału Sztuk Wyzwolonych. Studia teologiczne podjął dopiero ok. 1448. Licencjat z teologii uzyskał w 1463, doktorem teologii został w maju 1467. Dwukrotnie pełnił funkcję rektora w 1463 i w semestrze zimowym 1466-1467. Od 1444 był kanonikiem w kościele św. Floriana na Kleparzu. Uczestniczył jako rzecznik profesorów w sporze z rektorem Tomaszem Strzempińskim o obsadzenie kanonii krakowskiej po śmierci Franciszka z Brzegu.